# Гредіштя-Мунчелулуй
Греді́штя-Мунчелулу́й (рум. Gradistea Muncelului), — вершина в горах Орештіє біля села Гредіштя-де-Мунте, на якій знаходяться залишки дакійської столиці Сармизегетузи. Місто було зруйноване римлянами в 106 по Р. Х.. Після захоплення Дакії римляни спорудили на Гредіштя-Мунчелулуї невелику кам'яну фортецю.

## Археологічні знахідки
Поселення розташоване на висоті 1 200 м. Протяжність поселення близько 3 км. На вершині знаходиться шестикутна в плані кам'яна фортеця з східними і західними брамами і сторожовими баштами. Від східних воріт мощена дорога вела до священної огорожі — комплексу культових споруд 1 — початку 2 століття. Столиця була захоплена й зруйнована римлянами, які побудували нову фортецю й відновили поселення.

### Храми
Серед споруд визначними є два круглих в плані храми:
- Більший є в діаметрі близько 30 м й має декілька концентричних кругів з кам'яних блоків й кам'яних і дерев'яних стовпів. Розміщення стовпів у цьому храмі пов'язують з астрономічними спостереженнями даків де спостерігався і вивчався поточний рух світил.
- Менший храм є діаметром близько 12 м й збудований з кам'яних стовпів по кругу. Розміщення стовпів у цьому храмі є образом стародавнього дакського календаря.

### Будинки
Всередині фортеці розкриті залишки дерев'яних споруд, що були споруджені для гарнізону і мешканців, що ховалися від ворога. Навколо фортеці і священної огорожі розташовувалися житла дакійської шляхти, господарські споруди, майстерні.
Під час римського панування були споруджені терми і інші будівлі.

### Речові знахідки
Багато знарядь праці, розписні і нерозписні глеки, різні вироби з бронзи, заліза, глини. Грецькі і римські монети, посуд і інші предмети, що були привезені з причорноморських грецьких міст і Римської імперії.